# Nordre Svartdalspiggen
De Nordre Svartdalspiggen is een berg behorende bij de gemeente Lom en Vågå in de provincie Oppland in Noorwegen. De berg, gelegen in Nationaal park Jotunheimen, heeft een hoogte van 2137 meter en maakt onderdeel uit van de bergkam Svartdalspiggen.
De Nordre Svartdalspiggen is onderdeel van het gebergte Jotunheimen.